# Lista de prefeitos de Entre-Ijuís
Esta é a lista de prefeitos do município de Entre-Ijuís, estado brasileiro do Rio Grande do Sul.
| Nº | Prefeito                                     | Partido                                          | Vice-prefeito(a)                            | Início do mandato     | Fim do mandato         | Forma de acesso ao cargo         | Ref.   |
| -- | -------------------------------------------- | ------------------------------------------------ | ------------------------------------------- | --------------------- | ---------------------- | -------------------------------- | ------ |
| 1  | Bráulio Mário Azambuja Ribas (1942–2021)     | Partido Democrático Social PDS                   | Elói Bade                                   | 1º de janeiro de 1989 | 31 de dezembro de 1992 | Eleito em 15 de novembro de 1988 | [ 3 ]  |
| 2  | Elói Bade (1948–2017)                        | Partido Democrático Social PDS                   | Paulo Airton Nunes da Silva, Paulinho       | 1º de janeiro de 1993 | 31 de dezembro de 1996 | Eleito em 3 de outubro de 1992   | [ 5 ]  |
| 3  | Paulo Airton Nunes da Silva, Paulinho (1951) | Partido da Frente Liberal PFL                    |                                             | 1º de janeiro de 1997 | 31 de dezembro de 2000 | Eleito em 3 de outubro de 1996   | [ 7 ]  |
| 4  | Elói Bade (1948–2017)                        | Partido Progressista Brasileiro PPB              |                                             | 1º de janeiro de 2001 | 31 de dezembro de 2004 | Eleito em 3 de outubro de 2000   | [ 8 ]  |
| 5  | Paulo Airton Nunes da Silva, Paulinho (1951) | Partido da Frente Liberal PFL                    | Antônio Carlos Teixeira de Moura, Antoninho | 1º de janeiro de 2005 | 31 de dezembro de 2008 | Eleito em 3 de outubro de 2004   | [ 10 ] |
| 6  | José Paulo Meneghine (1950)                  | Partido do Movimento Democrático Brasileiro PMDB | Aldina Cerene Uggeri Hampel                 | 1º de janeiro de 2009 | 31 de dezembro de 2012 | Eleito em 5 de outubro de 2008   | [ 13 ] |
| 6  | José Paulo Meneghine (1950)                  | Partido do Movimento Democrático Brasileiro PMDB | Brasil Antônio Sartori                      | 1º de janeiro de 2013 | 31 de dezembro de 2016 | Reeleito em 7 de outubro de 2012 | [ 14 ] |
| 7  | Brasil Antônio Sartori (1955)                | Partido Progressista PP                          | Mauri Lizot, Maurão                         | 1º de janeiro de 2017 | 31 de dezembro de 2020 | Eleito em 2 de outubro de 2016   | [ 16 ] |
| 8  | José Paulo Meneghine (1950)                  | Movimento Democrático Brasileiro MDB             | Jordão Dirceu de Oliveira                   | 1º de janeiro de 2021 | 31 de dezembro de 2024 | Eleito em 15 de novembro de 2020 | [ 18 ] |
| 9  | Brasil Antônio Sartori (1955)                | União Brasil UB                                  | Walter Kusler, Ico                          | 1º de janeiro de 2025 | Atualidade             | Eleito em 6 de outubro de 2024   | [ 19 ] |